# Saitis variegatus
Espèce
Saitis variegatus est une espèce d'araignées aranéomorphes de la famille des Salticidae.

## Distribution
Cette espèce se rencontre en Argentine et au Paraguay.

## Description
La femelle holotype mesure 5,4 mm.

## Publication originale
- Mello-Leitão, 1941 : « Las arañas de Córdoba, La Rioja, Catamarca, Tucumán, Salta y Jujuy colectadas por los Profesores Birabén. » Revista del Museo de La Plata (N.S., Zool.), vol. 2, p. 99-198.